# Замок Святого Илариона
Замок Святого Илариона (греч. Κάστρο του Αγίου Ιλαρίωνα), в Средние века также носил название Дьё д’Амур — замок на Кипре на склонах Киренийского хребта. Первоначально это был монастырь, названный в честь монаха, который выбрал это место для своего скита. Позднее монастырь был значительно укреплён византийцами и с замками Буффавенто и Кантара сформировал оборону острова от набегов арабских пиратов на побережье. 

## История

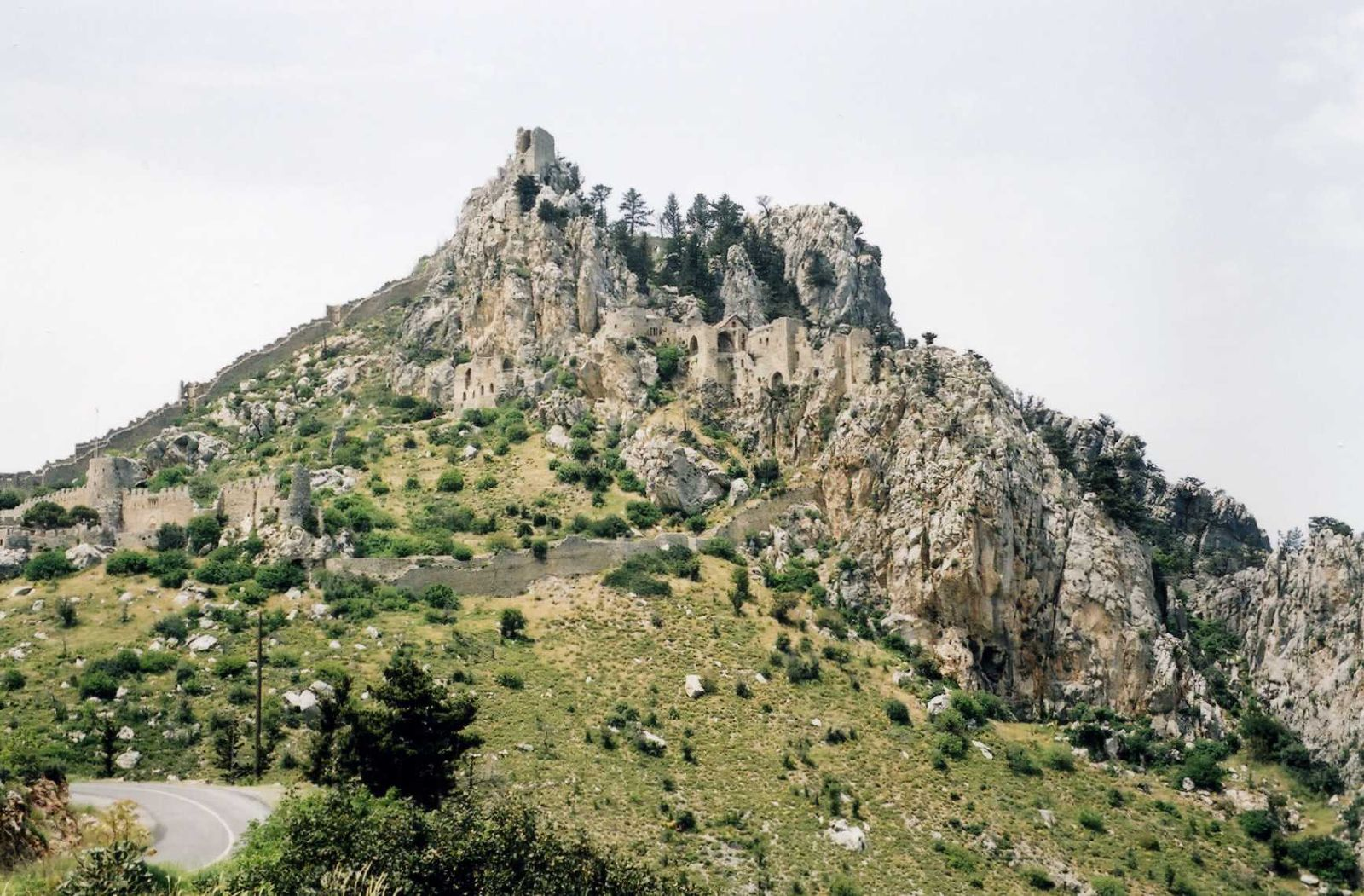
Замок Святого Иллариона

В период Кипрского королевства замок был укреплён представителями династии Лузиньянов (1192—1489), которые в XIII веке передали замок феодальному роду Ибелинов. Замок был практически неприступен. В 1232 году замок успешно выдержал осаду войск императора Фридриха II, которая была снята после битвы при Агри. В 1373 году во время кипро-генуэзской войны замок, который защищал коннетабль Кипра Жан де Лузиньян, осаждали генуэзские войска, но так и не смогли взять.
Замок состоял из трёх отделов (или палат). В нижней палате располагались конюшни и казармы для гвардейцев. В других палатах располагалась церковь, а в самых верхних жили члены королевской семьи. 
В XV веке значительная часть замка была демонтирована венецианцами в целях сокращения расходов на его ремонт и обслуживание гарнизона. 
В 1960-х годах замок пострадал во время греко-турецких конфликтов и вооружённых столкновений. С 1974 года он находится на территории ТРСК.